# Mulya Sari (Huta Raja Tinggi)
Mulya Sari is een bestuurslaag in het regentschap Padang Lawas van de provincie Noord-Sumatra, Indonesië. Mulya Sari telt 878 inwoners (volkstelling 2010).